# Berliner Pflanze
Berliner Pflanze ist im Berliner Dialekt der Ausdruck für eine Person, die in Berlin aufgewachsen ist. Populär wurde dieser Begriff möglicherweise mit den ursprünglichen Berliner Versen

„Denkste denn, denkste denn, du Berliner Pflanze,

Denkste denn, ick liebe dir, nur weil ick mit dir tanze?“

Die Berliner hatten im 19. Jahrhundert den Marsch aus Petersburg mit diesem Text bedacht, dessen zwei restliche Strophen folgendermaßen lauten:

„Denkste denn, denkste denn, det ick darum weene?

Wenn de mir nicht lieben tust, denn lieb ick mir alleene.
Denkste denn, denkste denn, det ick mit dir scherze?

Steck mir’n Perspektiv in’n Mund und kuck mir in mein Herze.“

Eine andere Quelle gibt unter der Überschrift Marschparodien folgenden Text an und verweist auf „viele weitere Strophen“:

„Denkste denn, denkste denn, du Berliner Pflanze,

daß ich dir nicht leiden kann, wenn ich nich mit dir tanze?

Denn du weißt im Dunkeln wird es nie zu spät,

möcht' ich mit dir noch munkeln, eh's nach Hause jeht.
Sei nicht bös, bleib mir treu, süße Margarete,

denn du weißt seit langem schon, daß ich nur dich anbete …“

Die Texte der volkstümlichen Berliner Lieder und vor allem auch der als „Rixdorfer“ bekannten Tänze schildern oft sehr drastisch die flotte Art des Berliner Vergnügens. Der skandalträchtige Ruf, der dem Treiben rund um den Hermannplatz in diesem Zusammenhang anhing, führte schließlich 1912 zur Umbenennung der damaligen Stadt Rixdorf in Neukölln.